# Kubansk bengädda
Kubansk bengädda (Atractosteus tristoechus) är en fiskart som först beskrevs av Bloch och Schneider, 1801.  Kubansk bengädda ingår i släktet Atractosteus och familjen Lepisosteidae. Inga underarter finns listade i Catalogue of Life.